# Turbidostat
Turbidostat je biotechnologický nástroj v průběhu fermentačních procesů sloužící ke stanovení optimálního počtu buněk v prostředí na základě turbidity (zákalu) daného tekutého prostředí. Nevýhodou tohoto nástroje je to, že zákal může být tvořen nejenom buňkami, ale i jinými částmi substrátu.